# Olyfran
 (juillet 2013).
L'Olyfran (acronyme de Olympiade flamande du français) est un concours organisé en Belgique. Il fut lancé modestement en 1988 pour dynamiser l'enseignement du français auprès des jeunes de la province du Limbourg. L'initiative accueille déjà quelque 1 200 participants de toute la Flandre. Bientôt toutes les universités flamandes (Louvain, Courtrai, Gand, Anvers, Bruxelles) rejoignent l'organisation et depuis plusieurs années, LTECF accueille quelque 5 000 candidats.

## Histoire
Willy Clijsters, professeur de FLE à l’Université de Hasselt (en Région flamande de Belgique) et président du 'DiWeF', association de professeurs flamands de FLE, lance en 1987 « La Tour Eiffel - Concours de Français ». Il fut renommé par la suite « Olyfran »
Ce concours consistait en une épreuve écrite de sélection à l'aide de 100 questions à choix multiple en trois catégories, suivie d'une interview de classement devant un jury mixte de professeurs et de responsables du monde des affaires. Les questionnaires des éliminatoires sont axés essentiellement sur la communication de tous les jours et dans une approche contrastive, ils sont partiellement en langue-source néerlandais. 
Dans le cadre de cette activité, des commissions composées de professeurs de l’enseignement secondaire et d’universitaires rédigent chaque année 400 questions à choix multiple sur la langue française. Tout ce matériel (plus de 5 000 QCM en ce moment), pourvu d’une série de paramètres de sélection, est mis à la disposition des francophiles et des apprenants de français et de leurs professeurs sur internet.
Plus d’information : 
- Chacun peut y organiser gratuitement sa propre compétition de français : pour sa classe, pour son école, pour sa région… Plusieurs pays l’ont déjà fait.
- À partir de la Journée Internationale de la Francophonie (20 mars), un Tournoi Mondial de Français par Internet accueille des participants de toute la planète.
- Échanges (virtuels, physiques) de classes : Olyfran peut aider grâce à ses contacts  dans l’enseignement secondaire français et wallon (Belgique francophone). Le visiteur peut rendre compte d’une expérience d’échange afin d’inspirer d’autres collègues à s’aventurer sur la même voie stimulante.